# Brandon Teena
Brandon Teena (né le 12 décembre 1972 à Lincoln dans le Nebraska aux États-Unis et mort le 31 décembre 1993 à Humboldt dans le Nebraska) est un homme transgenre américain qui a été frappé, violé puis assassiné.
Brandon Teena a inspiré deux films : le documentaire The Brandon Teena Story (en) puis le film de 1999 Boys Don't Cry, pour lequel Hilary Swank remporte l'Oscar de la meilleure actrice en 2000.

## Biographie

### Enfance
Brandon Teena est né à Lincoln, dans le Nebraska en 1972. Son père étant mort dans un accident de voiture avant sa naissance, il fut élevé par sa grand-mère, puis par sa mère. Encore identifié comme une fille à l'époque, sa famille le décrivait comme étant un « garçon manqué ».
Il commença à s'identifier en tant qu'homme au cours de son adolescence. Sa mère a rejeté ce changement d'identité et a continué à le considérer comme sa fille.

### Falls City
En 1993, après quelques ennuis avec la justice, Brandon a déménagé à Falls City (Nebraska) dans la région du comté de Richardson, dans le Nebraska, où il se présentait uniquement en tant qu'homme et dans lequel il s’est lié d’amitié avec plusieurs résidents. Après s’être installé dans la maison de sa petite amie Lisa Lambert, Brandon a commencé à sortir avec Lana Tisdel, une amie de Lisa Lambert, et à être ami avec John Lotter et Marvin ‘Tom’ Nissen, deux ex-détenus. Nissen était marié et avait deux enfants. Tisdel et Lotter avaient été amis depuis l'enfance et étaient sortis ensemble plusieurs années auparavant. Un autre homme, Philip DeVine avait commencé à sortir avec la sœur cadette de Lana Tisdel et se lia également d’amitié avec Brandon.
Le 15 décembre, Brandon a été emprisonné pour faux chèques et usurpation d’identité. Lana Tisdel a payé sa caution. Puisque Brandon était dans la section réservée aux femmes dans la prison, elle apprit que Brandon avait un état civil de femme. Quand Lana Tisdel a interrogé Brandon sur son sexe, il a clairement répondu qu’il était sur le point de se faire opérer, et ils ont continué à sortir ensemble.
L'arrestation de Brandon fut révélée dans les journaux locaux sous son prénom de naissance, Teena Brandon. Ses connaissances ont ainsi appris que Brandon avait été assigné femme à la naissance.

### Viol
À une fête de Noël, Nissen et Lotter étaient complètement ivres. Ils ont saisi Brandon et l'ont forcé à enlever son pantalon devant Lana Tisdel, afin de démontrer que Brandon était « biologiquement une femme ». Lana a uniquement regardé lorsqu'ils l'y ont forcée, sans rien dire.
Lotter et Nissen s'en sont ensuite pris à Brandon, le forçant à entrer dans un véhicule pour le conduire jusqu’à une zone tranquille près d'une usine d’emballage de viande, pour le frapper et le violer. Ils sont ensuite retournés tous les trois dans la maison de Nissen.
Brandon s’est échappé de la salle de bain de Nissen par la fenêtre et est allé voir Lana Tisdel. Elle l’a convaincu de rapporter le viol à la police, malgré les menaces de Nissen et Lotter.
Brandon a donc été amené aux urgences, où un kit standard de prélèvement de preuves sur une victime de viol a été employé, mais ce kit fut ensuite perdu. Le shérif de l'époque, Charles B. Laux posa des questions à Brandon concernant le viol. Il a été rapporté que le shérif était très intéressé par la transidentité de Brandon, à un tel point que Brandon a jugé ses questions déplacées et grossières et a cessé d'y répondre.
Nissen et Lotter ont entendu parler de la procédure, et ont essayé de retrouver Brandon, en vain. Ils furent interrogés trois jours plus tard par la police. Bien qu'ils aient déjà un casier judiciaire, Laux ne les a pas arrêtés.

### Meurtre
Durant l’interrogatoire, Lotter a complètement nié avoir touché Brandon et Nissen a accusé Lotter d'être l'auteur du viol, affirmant n'avoir fait que regarder. Nissen et Lotter ont continué à chercher Brandon, qui s’est donc réfugié chez Lisa Lambert. Nissen et Lotter ont finalement su où il se cachait et se sont procuré une arme à feu en la dérobant à un voisin. Les deux hommes sont donc allés à la maison de Lana Tisdel. Cette dernière a répondu que Brandon n’était pas chez elle, mais la mère de Lana leur a révélé que Brandon était chez Lisa Lambert.
Ainsi, Lotter et Nissen sont entrés de force chez Lisa Lambert. Ils l'ont trouvée alitée et ont exigé de savoir où Brandon était. Lisa Lambert a refusé de parler. Nissen a fouillé la maison et a finalement trouvé Brandon sous le lit. Nissen et Lotter ont demandé à Lisa Lambert s’il y avait quelqu’un d’autre dans la maison, elle a dit qu'il y avait aussi Philip DeVine. Celui-ci a été abattu, ainsi que Lisa Lambert et Brandon Teena, devant l'enfant de Lisa Lambert.
Les deux hommes sont partis, mais ont rapidement été appréhendés et poursuivis en justice pour meurtre.

### Procès et condamnation
Nissen a mis le viol et le meurtre sur le dos de Lotter. Plus tard, afin de réduire sa peine de prison, Nissen admit avoir été complice du viol et du meurtre. Nissen fournit un témoignage à l’encontre de Lotter et fut condamné à la prison à perpétuité. Lotter a contredit le témoignage de Nissen, mais son témoignage a été discrédité. Lotter a été condamné à la peine de mort. Lotter et Nissen ont tous les deux fait appel de leurs condamnations, et ces appels sont encore,en cours de traitement en 2018.
Le 20 septembre 2007, Nissen a abjuré son témoignage inculpant Lotter. Il a ainsi affirmé être celui qui avait abattu Brandon et que Lotter n’était pas impliqué. Lotter fait appel et utilise ce nouveau témoignage de Nissen pour prouver son innocence.

## Traitement dans les médias
Puisque Brandon n’avait débuté ni traitement hormonal, ni opération de changement de sexe, il a souvent été considéré comme une lesbienne par les journalistes. Cependant, certains ont témoigné que Brandon était sur le point de se faire opérer dans le sens d’une réassignation sexuelle.
JoAnn Brandon, la mère de Brandon a poursuivi en justice le shérif Charles B. Laux pour ne pas avoir protégé la vie de Brandon, et pour avoir été en partie responsable de la mort de celui-ci. Elle a gagné le procès et reçut 12 000 $ de dommages–intérêts.
Le shérif Charles B. Laux a également été critiqué par d’autres personnes après le meurtre pour avoir manqué d’initiative et pour son comportement déplacé vis-à-vis de Brandon lors de son dépôt de plainte. Quelquefois dans son rapport et pendant la déposition de Brandon, il s’y référait avec le pronom neutre destiné aux objets (it), il disait « ça » plutôt que « il » ou « elle ». Peu de temps après, le shérif a perdu sa réélection.
La vie de Brandon Teena a inspiré le film Boys Don't Cry, sorti en 1999. Lana Tisdel a poursuivi en justice les producteurs du film  pour usage non autorisé et abusif de son nom dans le long-métrage. Elle prétendit que le film l’a dépeinte comme « une feignasse, une droguée et un malicieux serpent ». Lana Tisdel a également prétendu que le film se trompait en prétendant qu'elle avait continué à fréquenter Brandon après avoir appris qu'il était transgenre. Elle a fini par obtenir un arrangement avec la compagnie de distribution du film et par toucher une somme non dévoilée[réf. nécessaire].
La pierre tombale de Brandon fait mention de son nom de naissance : « Teena R. Brandon » et l’épitaphe porte l’inscription « fille, sœur et amie ».